# Ebbinghausen (Erwitte)
Ebbinghausen ist ein Ortsteil der Stadt Erwitte im Kreis Soest in Nordrhein-Westfalen. Bis 1974 war Ebbinghausen eine Gemeinde im damaligen Kreis Lippstadt.

## Geographie
Das Dorf Ebbinghausen liegt westlich des Bachlaufs der Tiwecke. In der Dorfmitte liegen St.-Johannes-Nepomuk-Kapelle sowie die ehemaligen Schule mit ihren Nebengebäuden.

## Geschichte
Die erste Erwähnung von Ebbinghausen stammt aus dem 13. Jahrhundert. Seit dem 19. Jahrhundert war Ebbinghausen eine Landgemeinde im Amt Anröchte des Kreises Lippstadt. Am 1. Januar 1975 wurde Ebbinghausen durch das Münster/Hamm-Gesetz in die Stadt Erwitte eingegliedert, die dem vergrößerten Kreis Soest zugeordnet wurde.

## Ortsvorsteher
Teresa Klauke-Deimel (CDU)

## Einwohnerentwicklung
| Jahr | Einwohner | Quelle |
| ---- | --------- | ------ |
| 1871 | 217       | [ 4 ]  |
| 1885 | 236       | [ 5 ]  |
| 1910 | 233       | [ 6 ]  |
| 1939 | 210       | [ 7 ]  |
| 2019 | 223       | [ 8 ]  |

## Baudenkmäler
Die St.-Johannes-Nepomuk-Kapelle sowie das Fachwerkbauernhaus Ebbinghaus 3 stehen in Ebbinghausen unter Denkmalschutz.

## Kultur
Ein Träger des lokalen Brauchtums ist der Schützenverein Ebbinghausen.

## Söhne und Töchter des Dorfes
- Therese Brinkmeier, geb. Mintert (* 2. Juli 1903, † 27. Juli 1944 in Berlin), ermordet im Strafgefängnis Plötzensee[9]